# 贝尔纳·楚卢扬
贝尔纳·楚卢扬（法語：Bernard Tchoullouyan，1953年4月12日—2019年1月7日），法国柔道运动员。他赢得了1981年世锦赛冠军和1980年奥运会铜牌。他于2019年1月7日因心臟病逝世，享壽65岁。